# سوتل أملس الأوراق
سوتل أملس الأوراق (الاسم العلمي:Dasylirion leiophyllum) هو نوع من النباتات يتبع جنس السوتل من الفصيلة الهليونية.